# Битва при Лагуше
Битва при Лагуше — историческое морское сражение между французскими и англо-голландскими морскими силами. Произошло 17 (27) июня 1693 года около португальского города Лагуш. Французский флот по командованием Анна Иллариона де Турвиля нанёс поражение объединённой эскадре Англии и Нидерландов под командованием Джорджа Рука.

## Предпосылки
Весной 1693 года был сформирован крупный конвой для сопровождения английских и голландских торговых судов в Испанию и Средиземноморье. Защита требовалась для предотвращения атак французского флота и пиратов.
Конвой, в который входило до 200 торговых судов, сопровождали 8 английских и 5 голландских линейных кораблей и несколько вспомогательных кораблей под командованием адмирала Джорджа Рука. Эскадра имела пунктом назначения Средиземное море. До порта Бреста конвой дополнительно прикрывали от атак французов союзные флоты, основной задачей которых была защита Ла-Манша и предотвращение вторжения в Англию.
Однако французы, учтя неудачи предыдущего года, переключились на рейдерскую тактику, нападая на плохо защищённые торговые суда противника. С этой целью Людовик XIV направил французский флот под командованием Турвиля для организации засады для конвоя перед его прибытием в Гибралтарский пролив. К концу мая Турвиль собрал эскадру из 70 военных и почти 30 вспомогательных кораблей и расположился вблизи португальского города Лагуш.
Конвой отправился в путь в конце мая и к 7 июня (по старому стилю) в 150 милях к юго-западу от Уэссана разошёлся с сопровождавшим его союзным флотом. Далее эскадра Рука с торговыми судами пошла на юг самостоятельно. Союзники не предпринимали никаких попыток узнать местонахождение французского флота и не имели о нём сведений до 17 июня (по старому стилю). К этому времени французы уже обнаружили эскадру Рука.

## Сражение
Рук не мог избежать схватки, но имел преимущество в ветре. Приказав торговым судам рассредоточиться, он выстроил эскадру в боевой порядок. Сражение началось примерно в 20:00, когда авангард французов зашёл в тыл эскадры Рука. Два голландских корабля, Zeeland (64 пушки, капитан Филип Схрейвер) и Wapen van Medemblik (64 пушки, Ян ван дер Пул) самоубийственно атаковали французов. Это дало остальным кораблям союзников время на отступление. Когда голландцы, наконец, сдались, Турвиль был крайне впечатлён их мужеством и спросил у капитанов — люди они или дьяволы. Рук оценил поступок как одно из лучших принятых в бою решений.
На следующий день Рук и 54 торговых судна двинулись на запад. Его пытались преследовать всего четыре французских корабля. Когда они приблизились, Рук развернул свой флагман Royal Oak (100 пушек), и после короткой перестрелки французы предпочли повернуть назад. Эскадра Рука смогла добраться до Мадейры без происшествий. Здесь он обнаружил Monk (60 пушек), один из голландских кораблей и около 50 торговых судов. Вместе с ними, подбирая по пути отставших, эскадра Рука 30 июля достигла Ирландии.

## Последствия
Удалось спасти более половины конвоя. Около 90 торговых судов, в основном голландских, было потеряно, из них 40 достались французам. Обе цели конвоя: доставить торговцев на Средиземноморье и обеспечить в регионе военное присутствие — не были достигнуты. Французы получили богатую добычу на сумму примерно 30 миллионов ливров. Лондонский Сити оценил финансовые потери как крупнейшие со времён Великого лондонского пожара, произошедшего за 27 лет до этого.
Для Турвиля победа стала реваншем за поражение в Сражении при Барфлёре годом ранее.